# Ophryacus undulatus
Espèce
Synonymes
- Trigonocephalus undulatus Jan, 1859

Statut de conservation UICN

 VU B1ab(iii) : Vulnérable
Ophryacus undulatus est une espèce de serpents de la famille des Viperidae. 

## Répartition
Cette espèce est endémique du Mexique. Elle se rencontre dans les États d'Hidalgo, de Puebla, de Veracruz, d'Oaxaca et de Guerrero.

## Description
C'est un serpent venimeux.

## Publication originale
- Jan, 1859 : Plan d'une iconographie descriptive des ophidiens et description sommaire de nouvelles espèces de serpents. Revue et Magasin de Zoologie Pure et Appliquée, Paris, sér. 2, vol. 11, p. 122-130 (texte intégral).